# Лужа (Ленинградская область)
Лу́жа — деревня в Кисельнинском сельском поселении Волховского района Ленинградской области.

## История
Впервые упоминается в Писцовой книге Водской пятины 1500 года как деревня Лужа в Егорьевском Лопском погосте Ладожского уезда.
На карте Санкт-Петербургской губернии Ф. Ф. Шуберта 1834 года обозначена деревня Лужа, состоящая из 32 крестьянских дворов, близ деревни отмечена усадьба помещика Савицкого.

ЛУЖА — село принадлежит князю Мещерскому, число жителей по ревизии: 175 м. п., 157 ж. п.

При оном церковь Теребужского погоста деревянная во имя Святителя Николая Чудотворца (1838 год)

На карте профессора С. С. Куторги 1852 года отмечена деревня Лужа из 52 дворов.

ЛУЖА — деревня госпожи Куломзиной, по просёлочной дороге, число дворов — 50, число душ — 165 м. п. (1856 год)

ЛУЖА — деревня владельческая при реке Каколы, число дворов — 56, число жителей: 187 м. п., 207 ж. п.; Часовня православная. (1862 год)

Сборник Центрального статистического комитета описывал её так:

ЛУЖА — деревня бывшая владельческая при речке Луже, дворов — 76, жителей — 357; Часовня, школа. (1885 год)

В конце XIX века деревня административно относилась к Шумской волости 1-го стана Новоладожского уезда Санкт-Петербургской губернии, в начале XX века — 4-го стана.

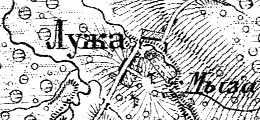
Деревня Лужа на карте 1915 года

Согласно военно-топографической карте Петроградской и Новгородской губерний издания 1915 года в деревне Лужа находились две ветряные мельницы и мыза.
С 1917 по 1924 год деревня Лужа входила в состав Луженского сельсовета Шумской волости Новоладожского уезда.
С 1924 года в составе Ратницкого сельсовета Волховского уезда.
С 1926 года в составе Чаплинского сельсовета. Согласно данным переписи населения СССР 1926 года в деревне Лужа проживали 562 человека — все русские.
С 1927 года в составе Волховского района.
В 1928 году население деревни Лужа также составляло 562 человека.
В 1931 году в деревне был организован колхоз «Красный Восток».
По данным 1933 года деревня Лужа входила в состав Чаплинского сельсовета Волховского района.

План деревни Лужа. 1941 год

Согласно топографической карте РККА 1941 года деревня насчитывала 110 дворов. К югу от деревни находилась ветряная мельница.
В 1965 году население деревни Лужа составляло 199 человек.
По данным 1966, 1973 и 1990 годов деревня Лужа также входила в состав Чаплинского сельсовета.
В 1997 году в деревне Лужа Кисельнинской волости проживали 47 человек, в 2002 году — 55 человек (русские — 93 %).
В 2007 году в деревне Лужа Кисельнинского СП — 38 человек.

## География
Деревня расположена в западной части района на автодороге Р21 (E 105) «Кола» (Санкт-Петербург — Петрозаводск — Мурманск) к западу от центра поселения, деревни Кисельня.
Расстояние до административного центра поселения — 12 км.
Расстояние до ближайшей железнодорожной станции Войбокало — 18 км.
Через деревню протекают реки Юга и Кобона.

## Демография
| 1862 | 2007 | 2010 | 2017 |
| ---- | ---- | ---- | ---- |
| 394  | ↘38  | ↘23  | ↗35  |

### Национальный состав
Согласно данным Всероссийской переписи населения 2021 года в деревне проживали 13 человек, из них:
 русские — 11, чеченцы — 2  человека.